# Hélène Rubissow
 (décembre 2020).
 (décembre 2016).
Si vous disposez d'ouvrages ou d'articles de référence ou si vous connaissez des sites web de qualité traitant du thème abordé ici, merci de compléter l'article en donnant les références utiles à sa vérifiabilité et en les liant à la section « Notes et références ».
Hélène Rubissow (en russe : Елена Фёдоровна Рубисова, Elena Fiodorovna Roubissova), née le 18 juillet 1897 à Pétrograd, et morte le 14 août 1988 à Paris, est une artiste-peintre, dessinatrice, écrivaine et poétesse d'origine russe. Son père, Fiodor Avgoustovitch Geitmann, était un conseiller d’État et directeur d’école à Veliki Oustioug dans le gouvernement de Vologda et sa mère, Margarita Dmitrievna Lineva, était une artiste, férue de mysticisme et de yoga.

## Biographie[1]

### Sa jeunesse en Russie
Hélène Rubissow passe son enfance à Veliki Oustioug. À partir de 1907, elle part vivre à Saint-Pétersbourg avec sa mère et son beau-père, David Pruzan. Elle suit des cours au collège de Stoyuninoy avec les professeurs Nicolas Roerich, Ivan Bilibine, Shukhaiev, Alexandre Iacovleff, Mstislav Doboujinski. Elle participe à l’exposition Le Monde de l'art (Miroiskustnikov).

### Émigration en Allemagne
À partir de 1917, la révolution russe pousse Hélène Rubissow à l’exil à travers la Lituanie, la Pologne et finalement à Berlin à partir de 1920. Elle épouse George Alexis Rubissow, un immigrant de Kiev. Elle étudie à l’Académie des arts de Berlin et expose des compositions constructivistes à la Berliner Secession. Utilisant une variété de techniques, elle témoignait déjà lors de sa première exposition personnelle d'une diversité de styles allant du classicisme russe à l'Art africain traditionnel.

### Émigration en France
En 1923, Hélène Rubissow part pour la France où elle s’installe tout d’abord à Fontainebleau à l’Institut pour le développement harmonieux de l'Homme, fondé par l’ésotérique Georges Gurdjieff, un ami de la famille. Peintre de chevalet, dessinatrice, elle illustre de nombreux livres et crée des ex-libris. Elle organise une exposition personnelle à la galerie W. Hirschmann en décembre 1931. Elle participe au Salon d'automne en 1932 et au Salon des indépendants. Elle contribue au journal parisien Les Dernières Nouvelles. Elle donne naissance à George Rubissow.

### Émigration aux États-Unis
En 1939, Hélène Rubissow émigre à New York aux États-Unis et se consacre alors à l'écriture. Elle publie pendant plus de vingt cinq ans dans le journal La Nouvelle Parole russe (New York), dans le New Journal (New York). Elle est l’auteur de deux recueils de nouvelles et deux livres en anglais sur l'art russe et l'art de l'Est. Elle passe quelques mois au Self-Realization Fellowship à Los Angeles, auprès du guru Paramahansa Yogananda. Elle aimait la montagne et fut membre de l’American Alpine Club et participa à de nombreuses ascensions (Mont Blanc, Aiguille des Drus à Chamonix, Mount Rainier dans l’État de Washington…).

### Retour en France
Hélène Rubissow revient en France dans les années 1950. Elle écrit des poèmes et publie des critiques sur les recueils des poètes russes de l'émigration. Elle publie plusieurs articles dans le journal La Pensée russe. Elle participe à la vie de nombreux cercles dans lesquels on pouvait notamment rencontrer Irina Odoevtseva, Ozeretskovsky, Bernhard Magnus Berg, Georges Terapiano, Shimanskaya, le critique Dmitri Gorbov, René Guerra, le peintre Dan Solojoff, l'écrivaine Ella Bobrova, Bashkirova (Plavinskaya), Constantin Paoustovski, Piotr Kontchalovski, Mikhalkov, Aleksei Arbuzov. Elle entretient une relation épistolaire avec de nombreux artistes : Georges Terapiano, Irina Odoyevtseva, Ella Bobrova. Elle vient en aide aux peintres et poètes russes dans le besoin.
Hélène Rubissow meurt le 18 août 1988 à Paris. Elle est inhumée au cimetière du Père-Lachaise (90e division).

## Œuvres
- Expositions : 1916, Le Monde de l'art, Saint-Pétersbourg ; 1931, galerie W.Hirschmann; 1932, Salon d’automne Paris .
- Duel, poems, Maison du Livre étranger, Paris, 1946
- Art of Russia, Philosophical Library Publishers, New York, 1946
- The White Republic, Appalachian Mountain Club, Boston, June, 1947
- Art of Asia, Philosphical Library Publishers, New York, 1954[4]
- New York, stories, Dom Knigi, Editors, Paris, 1958 Нью-Йорк : рассказы Рубисова, Елена Федоровна [1897 - 1988], Париж, 1958
- Lights of Asia, Beresniak Printers, Paris, 1961; Lumières de l'Asie, French edition of "The Lights of Asia», Beresniak Printers, Paris, 1968 Огни Азии : путешествие на Восток By Рубисова, Елена Федоровна [1897 - 1988], Париж, 1961
- Lights on the Roads of four parts of the world, Presses du Temps présent, Paris, 1970 
Елена Федоровна [1897 - 1988], Огни на дорогах четырех частей света par Рубисова, Париж, 1970
- Conversation with a Mirror, stories, Les Presses du Temps présent, Paris, 1977 
Елена Федоровна [1897 - 1988], Разговор с зеркалом : рассказы par Рубисова, Париж, 1977